# Eptatretus ancon
Eptatretus ancon – gatunek bezżuchwowca z rodziny śluzicowatych (Myxinidae).

## Występowanie
Morze Karaibskie.
Żyje przy dnie na głębokości 470–488 m.

## Cechy morfologiczne
Osiąga 22 cm długości. 6 otworów skrzelowych. Aorta brzuszna rozwidla się między 4 a 5 otworem skrzelowym. Gruczoły śluzowe: przedskrzelowe – 26, skrzelowe – 0, tułów – 45, ogon – 9; razem 80. Płetwa ogonowa słabo rozwinięta.
Ubarwienie, po konserwacji alkoholem, jasnobrązowe.